# ماثيو كالبرايث بيري
ماثيو كالبرايث بيري (بالإنجليزية: Matthew Calbraith Perry) كان قائد في البحرية الأمريكية عاش في الفترة بين (10 أبريل 1794 - 4 مارس 1858)، خدم في العديد من الحروب ومنها الحرب المكسيكية الأمريكية، وحرب 1812، كما أنه لعب دورا رئيسيا في فتح اليابان على الغرب وذلك بالتوقيع على اتفاقية كاناغاوا عام 1854.

## وصلات خارجية
- ماثيو كالبرايث بيري على موقع الموسوعة البريطانية (الإنجليزية)
- ماثيو كالبرايث بيري على موقع إن إن دي بي (الإنجليزية)